# N'kai
N'kai är en fiktiv stad skapad av H. P. Lovecraft.
N'kai är en mörk stad där inga ljuskällor finns. Staden ligger gömd under Yoth (kan även ligga belägen under berget Voormithadreth) och det är härifrån som Tsathoggua härstammar. Efter att upptäcktsresande från K'n-yan stötte på Tsathogguas avkommor (Formlösa yngel) i N'kai stängdes ingången till staden igen.
Staden omtalas i Lovecrafts novell "Viskaren i mörkret" (1931) och i novellen "The Mound", skriven tillsammans med Zealia Bishop (1940).

### Fotnoteringar
1. ↑  Harms, "N'kai", The Encyclopedia Cthulhiana, sid. 213